# Hypermnestra helios
Hypermnestra helios är en fjärilsart som först beskrevs av František Antonín Nickerl 1846.  Hypermnestra helios ingår i släktet Hypermnestra och familjen riddarfjärilar. Inga underarter finns listade i Catalogue of Life.

## Bildgalleri

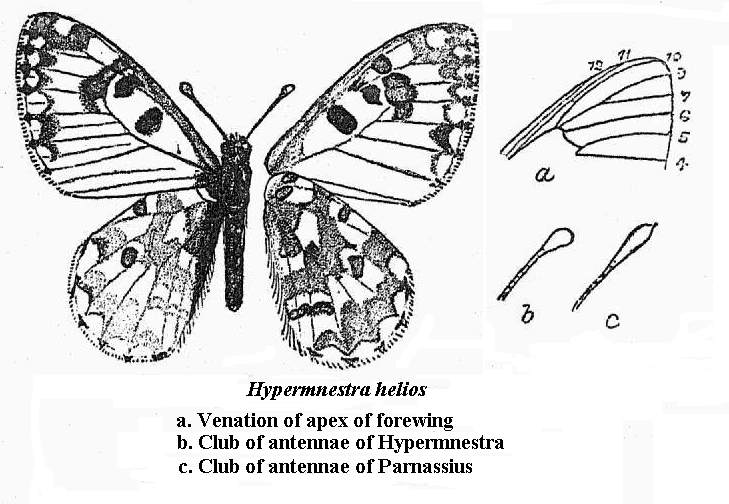